# Test de la segona derivada
El criteri de la segona derivada  o test de la segona derivada  és un teorema o mètode del càlcul matemàtic en el qual s'utilitza la segona derivada per efectuar una prova simple corresponent als màxims i mínims relatius.
Es basa en el fet que si la gràfica d'una funció {\displaystyle f} és convexa en un interval obert que conté a {\displaystyle c}, i {\displaystyle f'(c)=0,f(c)} ha de ser un mínim relatiu de {\displaystyle f}. De manera similar, si la gràfica d'una funció és còncava cap avall en un interval obert que conté a {\displaystyle c} i {\displaystyle f'(c)=0,f(c)} ha ser un màxim relatiu de {\displaystyle f}.

## Teorema
Sigui {\displaystyle f} una funció tal que {\displaystyle f'(c)=0} ({\displaystyle c} és un punt crític) i la segona derivada de {\displaystyle f} existeix en un interval obert que conté a {\displaystyle c}.
- Si {\displaystyle f''(c)>0}, llavors {\displaystyle f} té un mínim relatiu en {\displaystyle (c,f(c))}.
- Si {\displaystyle f''(c)<0}, llavors {\displaystyle f} té un màxim relatiu en {\displaystyle (c,f(c))}.
- Si {\displaystyle f''(c)=0}, llavors {\displaystyle f} potser tingui en {\displaystyle c} un màxim relatiu, un mínim relatiu o cap dels dos.

En el cas que {\displaystyle f''(c)=0}, es pot aplicar el test de la primera derivada per determinar si es tracta d'un extrem.

### Exemples
- Els punts crítics de la funció {\displaystyle f(x)=3x^{3}-8x^{2}+7x-2} són {\displaystyle x=1} i {\displaystyle x=7/9}. La funció és dues vegades derivable en entorns d'aquests punts i la seva segona derivada és {\displaystyle f''(x)=18x-16}. Com que {\displaystyle f''(1)=2>0} i {\displaystyle f''(7/9)=-2<0}, pel test de la segona derivada, {\displaystyle f} té un mínim local en {\displaystyle x=1} i un màxim local en {\displaystyle x=7/9}.[2]

- La funció {\displaystyle f(x)=x^{3}} és dues vegades derivable en un entorn del punt crític {\displaystyle x=0} però, {\displaystyle f''(x)=0}. No es pot establir si es tracta o no d'un extrem relatiu aplicant el test de la segona derivada.